# DomLaike
Jefersson Matheus Vianna, mais conhecido pelo nome artístico DomLaike (Rio de Janeiro, 25 de maio de 1998), é um rapper, produtor musical, compositor, e empresário brasileiro. O artista é conhecido pelas canções "Trajadão", "Águia", "Posturadão" com Filipe Ret, "Rei Lacoste" com MD Chefe, "A Mais Disputada" com Marília Mendonça, Péricles e Papatinho, "Rio Sul" com MC Cabelinho, e "Google" com Lucas Lucco. DomLaike possui uma mixtape — I Vm Tape, duas vitórias em premiações musicais nacionais, e atualmente é um dos expoentes do subgênero trap no Brasil. DomLaike é sócio-administrador da gravadora OffLei Sounds, a terceira maior gravadora de trap do Brasil.

## Carreira

### 2019—2021: Início,I Vm Tape, sucesso nacional
No início em 2019, DomLaike liberou diversas canções na Internet para os streamings, que elevaram gradualmente a sua popularidade. Mais tarde, em 2020, o rapper lançou uma mixtape I Vm Tape. A mixtape teve como single a canção "Ano Novo (R4)" com MD Chefe.
Em 2021 DomLaike lançou "Trajadão", que estreou na 53° posição da tabela da Apple Music Brazil. "Trajadão" foi a canção que lhe deu notoriedade na cena trap no Brasil. Ainda no mesmo ano, DomLaike juntamente com MD Chefe, lançou seu trabalho de maior sucesso, "Rei Lacoste", que alcançou o 1° lugar da tabela do Spotify Brazil Chart, 5° lugar da tabela da Apple Music Brazil, e atualmente soma mais de cem milhões de streams na Internet. "Rei Lacoste" foi uma das canções nacionais mais ouvidas no Brasil em 2021. Em seguida, DomLaike lançou o single "Águia"; também colaborou na canção de Marília Mendonça, Péricles e Papatinho "A Mais Disputada", que alcançou o 2° lugar das mais executadas nas rádios nacionais, e colaborou em "Google" de Lucas Lucco e MD Chefe. Tais canções levaram DomLaike a ser um dos maiores nomes do subgênero trap no Brasil e no Rio de Janeiro.
No mesmo ano, DomLaike obteve duas vitórias em premiações nacionais, de "Música do Ano" pelo Prêmio Genius Brasil de Música, "Melhor Música em Dupla" pelo Prêmio Nacional Rap TV, e três indicações, de "Melhor Música em Colaboração" e "Melhor Música" pelo Prêmio Inverso Rap BR, e "Hit do Ano" pelo Prêmio Nacional Rap TV.

### 2022—presente:Favelado Também Pode!, Rock in Rio
Em 2022 DomLaike colaborou na canção "Rio Sul" de MC Cabelinho, que alcançou a 74° posição do Brazil Top 100 da Apple Music Charts. O nome de DomLaike também foi anunciado como uma das atrações do Rock in Rio 2022. No dia 15 de agosto de 2022, o rapper lançou o single "Posturadão", com a participação especial de Filipe Ret. "Posturadão" foi lançado com videoclipe, que em 16 horas, alcançou o 1° lugar em alta no YouTube. O single também foi lançado no formado streaming e download digital para as plataformas de música. A canção é o primeiro single do seu álbum de estréia Favelado Também Pode!, que será lançado pela Sony Music.

## Discografia
- I Vm Tape (2020)

## Singles

### Artísta principal
| Título                                                                                  | Melhores posições (streamings) |
| Título                                                                                  | BRA                            |
| --------------------------------------------------------------------------------------- | ------------------------------ |
| "Ano Novo (R4)" (ft. MD Chefe)                                                          | —                              |
| "Trajadão"                                                                              | 56                             |
| "Águia"                                                                                 | 88                             |
| "Posturadão" (ft. Filipe Ret)                                                           | —                              |
| "—" denota singles que não entraram nas paradas musicais ou não foram lançados no país. |                                |

### Participação especial
| Título                                                                                  | Melhores posições (streamings) |
| Título                                                                                  | BRA                            |
| --------------------------------------------------------------------------------------- | ------------------------------ |
| "A Mais Disputada" (Marília Mendonça, Péricles, Papatinho, MD Chefe, DomLaike)          | 2                              |
| "Google" (MD Chefe, Lucas Lucco, DomLaike)                                              | —                              |
| "Rio Sul" (MC Cabelinho, MD Chefe, DomLaike)                                            | 74                             |
| "Rei Lacoste" (MD Chefe, DomLaike)                                                      | 1                              |
| "—" denota singles que não entraram nas paradas musicais ou não foram lançados no país. |                                |

## Prêmios e indicações
| Ano  | Prêmio                         | Categoria                    | Nomeação                           | Resultado | Ref.   |
| ---- | ------------------------------ | ---------------------------- | ---------------------------------- | --------- | ------ |
| 2021 | Prêmio Nacional Rap TV         | Melhor Colaboração de Dupla  | MD Chefe, DomLaike - "Rei Lacoste" | Venceu    | [ 24 ] |
| 2021 | Prêmio Nacional Rap TV         | Hit do Ano                   | "Rei Lacoste"                      | Indicado  | [ 19 ] |
| 2021 | Prêmio Inverso Rap BR          | Melhor Música                | "Rei Lacoste"                      | Indicado  | [ 20 ] |
| 2021 | Prêmio Inverso Rap BR          | Melhor Música em Colaboração | "Rei Lacoste"                      | Indicado  | [ 20 ] |
| 2021 | Prêmio Genius Brasil de Música | Música do Ano                | "Rei Lacoste"                      | Venceu    | [ 18 ] |